# Avionul buclucaș II: Continuarea
Avionul buclucaș II: Continuarea (1982, denumire originală Airplane II: The Sequelis) este un film de comedie american, fiind o continuare a filmului Avionul buclucaș (1980). A avut premiera la 10 decembrie 1982 și este scris și regizat de Ken Finkleman. În rolurile principale interpretează actorii Robert Hays, Julie Hagerty, Lloyd Bridges, Chad Everett, William Shatner, Rip Torn și Sonny Bono.

## Prezentare
În viitorul apropiat, Luna a fost colonizată și pe suprafața sa se află o stație. O navetă lunară cunoscută sub numele de Mayflower One este gata de lansare la Houston.

## Actori/Roluri
- Robert Hays este Ted Striker
- Julie Hagerty este Elaine Dickinson
- Lloyd Bridges este Steve McCroskey
- Chad Everett este Simon Kurtz
- Peter Graves este Cpt. Clarence Oveur
- Rip Torn este Bud Kruger
- Chuck Connors este The Sarge
- Stephen Stucker este Controller Jacobs / Courtroom Clerk
- Wendy Phillips este Mary
- Sonny Bono este Joe Seluchi
- William Shatner este Commander Buck Murdock
- Raymond Burr este Judge D.C. Simonton
- John Vernon este Dr. Stone
- Lee Bryant este Dna. Hammen
- David Paymer este Court photographer
- Rick Overton este Clerk
- Leon Askin este Moscow anchorman
- Pat Sajak este Buffalo anchorman
- Louise Sorel este Nurse
- George Wendt (nemenționat) este Ticket agent
- Leslie Nielsen (nemenționat, imagini de arhivă) este Dr. Rumack